# Mythicomyia minuscula
Mythicomyia minuscula is een vliegensoort uit de familie van de Mythicomyiidae. De wetenschappelijke naam van de soort is voor het eerst geldig gepubliceerd in 1961 door Axel Leonard Melander.